# Neophyta sikkima
Neophyta sikkima är en fjärilsart som beskrevs av Moore 1879. Neophyta sikkima ingår i släktet Neophyta och familjen tandspinnare. Inga underarter finns listade i Catalogue of Life.